# Megadyptes
Megadyptes là một chi chim trong họ Spheniscidae.

## Các loài
- Megadyptes antipodes
- Megadyptes waitaha†[2] · [3]